# Tadeusz Frank-Wiszniewski
Tadeusz Frank-Wiszniewski (ur. 3 grudnia 1893 w Brzeżanach, zm. 13 maja 1926 w Warszawie) – podpułkownik Sztabu Generalnego Wojska Polskiego, kawaler Orderu Virtuti Militari.

## Życiorys
Urodził się 3 grudnia 1893 w Brzeżanach, w rodzinie Lionela Ritter Frank von Flottenschild, oficera c. k. Obrony Krajowej, i Marii Jadwigi z Borzęckich .
Był oficerem cesarskiej i królewskiej armii. Przyjęty do Wojska Polskiego. 2 stycznia 1920 rozpoczął studia w Wojennej Szkole Sztabu Generalnego. W połowie kwietnia 1920 skierowany został na front celem odbycia praktyki sztabowej. W okresie od stycznia do września 1921 kontynuował naukę w WSWoj. Po ukończeniu kursu otrzymał tytuł oficera Sztabu Generalnego i przydział do Oddziału IIIa Biura Ścisłej Rady Wojennej. W październiku 1923 przydzielony został do macierzystego 1 pułku artylerii polowej Legionów w Wilnie. Do 30 kwietnia 1924 pozostawał w stanie nieczynnym. 1 maja tego roku został przydzielony do Inspektora Szkół na stanowisko oficera sztabu. Od 1 sierpnia 1924 był szefem sztabu 3 Dywizji Piechoty Legionów w Zamościu, pozostając oficerem nadetatowym 1 pap Leg.. 1 grudnia 1924 Prezydent RP, Stanisław Wojciechowski, na wniosek Ministra Spraw Wojskowych, gen. dyw. Władysława Sikorskiego awansował go na podpułkownika SG ze starszeństwem z dniem 15 sierpnia 1924 i 8. lokatą w korpusie oficerów artylerii. 12 maja 1926 wyjechał do Warszawy na pięciodniowy urlop udzielony mu przez dowódcę dywizji, gen. bryg. Kazimierza Fabrycego. W czasie przewrotu majowego 1926 roku opowiedział się po stronie zamachowców. Zginął w drugim dniu zamachu majowego, w czasie walk ulicznych.

## Ordery i odznaczenia
- Krzyż Srebrny Orderu Wojskowego Virtuti Militari nr 5233 (28 lutego 1922)[12]
- Krzyż Walecznych (czterokrotnie)
- Krzyż Oficerski Orderu Gwiazdy Rumunii (Rumunia)